# Cratere Daedalus
Daedalus è un cratere lunare di 93,61 km situato nella parte sud-occidentale della faccia nascosta della Luna, in prossimità del centro dell'emisfero. 
Nelle vicinanze si trovano i crateri Icarus ad est e Racah a sud. Ancora più vicino, a nord-nord-est si trova il cratere Lipskiy.
Il bordo di Daedalus è ben delineato, anche se presenta segni di erosione. Le pendici interne mostrano ampie zone terrazzate ed il pianoro interno è relativamente uniforme e segnato solo da un gruppo di picchi vicini al centro.
In virtù della sua posizione schermata dalle emissioni radio provenienti dalla terra, Daedalus è stato proposto come sito per un possibile radiotelescopio gigante, scavato nella struttura stessa del cratere, in modo simile al grande Radiotelescopio di Arecibo, ma su scala quasi trecento volte maggiore.
Il cratere è dedicato a Dedalo, personaggio della mitologia greca. È anche raffigurato in alcune famose foto prese dall'equipaggio di Apollo 11 in cui è individuato come "Crater 308", in quanto l'Unione Astronomica Internazionale non gli aveva ancora assegnato un nome.

## Crateri correlati
Alcuni crateri minori situati in prossimità di Daedalus sono convenzionalmente identificati, sulle mappe lunari, attraverso una lettera associata al nome.
| Daedalus | Coordinate            | Diametro (in km) |
| -------- | --------------------- | ---------------- |
| B        | 4°07′48″S 179°52′12″W | 22,32            |
| C        | 4°09′00″S 178°54′36″W | 58,36            |
| G        | 6°34′12″S 177°25′48″W | 34,21            |
| K        | 8°13′12″S 178°35′24″W | 25,3             |
| M        | 8°01′48″S 179°29′24″E | 13,85            |
| R        | 7°39′00″S 175°14′24″E | 37,56            |
| S        | 6°41′24″S 172°52′12″E | 21,4             |
| U        | 4°09′36″S 174°52′12″E | 28,82            |
| W        | 3°20′24″S 177°27′36″E | 66,65            |